# Куп Мађарске у фудбалу 1999/00.
Куп Мађарске у фудбалу 1999/00. (мађ. 1999–2000-оs magyar labdarúgókupa) је било 60. издање серије, на којој је екипа МТК Хунгарија тријумфовала по 12. пут.

## Четвртфинале[3]
| Тим #1             | Резултат | Тим #2              |
| ------------------ | -------- | ------------------- |
| 2000.              |          |                     |
| Дебрецин ВШК       | 3 : 1    | ФК Будимпешта ВСК   |
| 2000.              |          |                     |
| ФК Ујпешт          | 1 : 2    | ФК Вашаш            |
| 2000.              |          |                     |
| ФК Тапиосентмартон | 2 : 1    | ФК Вац              |
| 2000.              |          |                     |
| МТК Хунгарија      | 1 : 0    | Дунаујварош Дунафер |

## Полуфинале
| Тим #1             | Резултат | Тим #2       |
| ------------------ | -------- | ------------ |
| 2000.              |          |              |
| МТК Хунгарија      | 4 : 0    | Дебрецин ВШК |
| 2000.              |          |              |
| ФК Тапиосентмартон | 1 : 4    | ФК Вашаш     |

## Финале
| МТК Хунгарија                                               | 3 : 1    | ФК Вашаш             |
| ----------------------------------------------------------- | -------- | -------------------- |
| Андраш Тот 49’ · Габор Халмаји 56’ · Кристијан Кенесеји 77’ | Извештај | Ференц Силвестер 12’ |